# (37523) 4076 T-3
4076 T-3 (asteroide 37523) é um asteroide da cintura principal. Possui uma excentricidade de 0.21701010 e uma inclinação de 3.51532º.
Este asteroide foi descoberto no dia 16 de outubro de 1977 por Cornelis Johannes van Houten e Ingrid van Houten-Groeneveld e Tom Gehrels em Palomar.